# 美墨戰爭
美墨战争（英語：Mexican–American War），在美国也被称为墨西哥战争（英語：Mexican War），在墨西哥被称为美国对墨西哥的干预（西班牙語：Intervención estadounidense en México），在1846年至1848年在美国和墨西哥之间发生的战争。它发生在1845年美国允許德克萨斯加入成為一州，而墨西哥仍将其视为其领土。墨西哥拒绝承认得克萨斯的独立，因为它认为承认得克萨斯独立的《贝拉斯科条约》是1836年在安东尼奥·洛佩斯·德·圣安娜总统被德克萨斯军队俘虏时签署的。然而得克萨斯共和国事实上是一个独立的国家，且该国自1822年后从美国移居的大部分英裔公民都想并入美国。
美国关于奴隶制问题的政治斗争阻止了兼并，因为德克萨斯州以前是墨西哥统治下的自由领土，如果并入联邦则会被接纳为蓄奴州，从而破坏了北部自由州和南部蓄奴州之间的权力平衡。在1844年的美国总统大选中，民主党人詹姆斯·K·波尔克主张将美国领土扩大到俄勒冈州、加利福尼亚州（也是墨西哥领土）和德克萨斯州，并当选总统，1845年允許德克萨斯成為一州後，慢慢实现了这一目标。然而得克萨斯和墨西哥之间的边界存在争议，得克萨斯共和国和美国声称和墨西哥的边界是格兰德河，而墨西哥则声称它是更北部的努埃西斯河。波尔克派遣外交使团前往墨西哥，试图以2500万美元（相当于今天的785,178,571美元）的价格购买有争议的领土，以及加利福尼亚州和其间的一切，但墨西哥政府拒绝了这一提议。波尔克随后派出80名士兵穿过有争议的领土前往格兰德河，无视墨西哥撤军的要求。墨西哥军队将此解读为一次攻击，并于1846年4月25日击退了美军，波尔克利用这一举措说服美国国会宣战。
在得克萨斯州有争议的地区之外，美军迅速占领了格兰德河上游的地区重镇新墨西哥州首府圣塔菲。美军也向上加利福尼亚省移动，然后转向南方。美国海军太平洋中队封锁了下加利福尼亚州太平洋沿岸地区。1847年9月，美国陆军在温菲尔德·斯科特少将的领导下入侵墨西哥腹地并占领了首都墨西哥城。
尽管墨西哥在战场上被击败，但谈判和平是一个充满政治色彩的问题。一些墨西哥派别拒绝考虑承认其失去领土。尽管波尔克正式解除了他的和平特使尼古拉斯·特里斯特作为谈判代表的职务，但特里斯特无视命令并成功缔结了1848年的《瓜达卢佩-伊达尔戈条约》，以此结束了战争。墨西哥承认割让现今的得克萨斯州、加利福尼亚州、内华达州和犹他州全境，以及今天的亚利桑那州、科罗拉多州、新墨西哥州和怀俄明州的部分地区。美国同意为战争的物质损失支付1500万美元，并承担墨西哥政府已欠美国公民的325万美元债务，共计补偿1825万美元。墨西哥放弃了对得克萨斯的要求，并接受格兰德河作为其与美国的北部边界，由此墨西哥损失了它55%的领土。
在墨西哥国内，战争加剧了政治动荡。由于战争是在本土进行的，墨西哥军队和平民都遭受了巨大的损失。国家的财政基础遭到破坏，其领土的一半以上被破坏。墨西哥感到失去了国家的声望和尊严，陷入了包括拉蒙·阿尔卡拉斯和何塞·玛丽亚·德尔·卡斯蒂略·贝拉斯科在内的一群墨西哥作家所说的“退化和毁灭的状态”。
波尔克设想的胜利和领土扩张激发了美国部分地区的爱国主义情绪，但战争和条约因伤亡、金钱成本和高压手段招致了激烈的批评。如何对待新收购的问题加剧了美国关于奴隶制的争论。尽管明确禁止将奴隶制扩展到被征服的墨西哥领土的威尔莫特条款没有被国会通过，但关于它的辩论加剧了地区紧张局势。美墨战争被认为是美国内战的前奏，许多在西点军校受训的年轻军官都在美墨战争崭露头角，其中著名的有日后的北军总司令尤利西斯·格兰特、南军总司令羅伯特·李和美利堅聯盟國总统傑佛遜·戴維斯等。

## 背景

### 独立后的墨西哥
墨西哥在皇家军队和叛乱分子之间为争取独立而进行了十年的冲突之后，在没有外国干预的情况下，于1821年根据科尔多瓦条约从西班牙帝国获得独立。冲突摧毁了萨卡特卡斯和瓜纳华托的银矿区。墨西哥最初是一个主权国家，其主要出口的未来金融稳定性遭到破坏。墨西哥曾短暂地尝试过君主制，但在1824年成为共和国。这个政府的特点是不稳定，并且在1846年与美国爆发战争时，它没有为一场重大的国际冲突做好准备。墨西哥成功地抵制了西班牙的企图在1820年代重新征服其前殖民地，并在1838年所谓的糕点战争中抵抗法国人，但分裂主义者在德克萨斯州和尤卡坦州反对墨西哥中央集权政府的成功显示了其政治弱点，因为政府多次易手。墨西哥军队和墨西哥天主教会都是拥有保守政治观点的特权机构，在政治上比墨西哥国家更强大。

### 美国的扩张主义
19世纪，美國國内流行昭昭天命政治口号

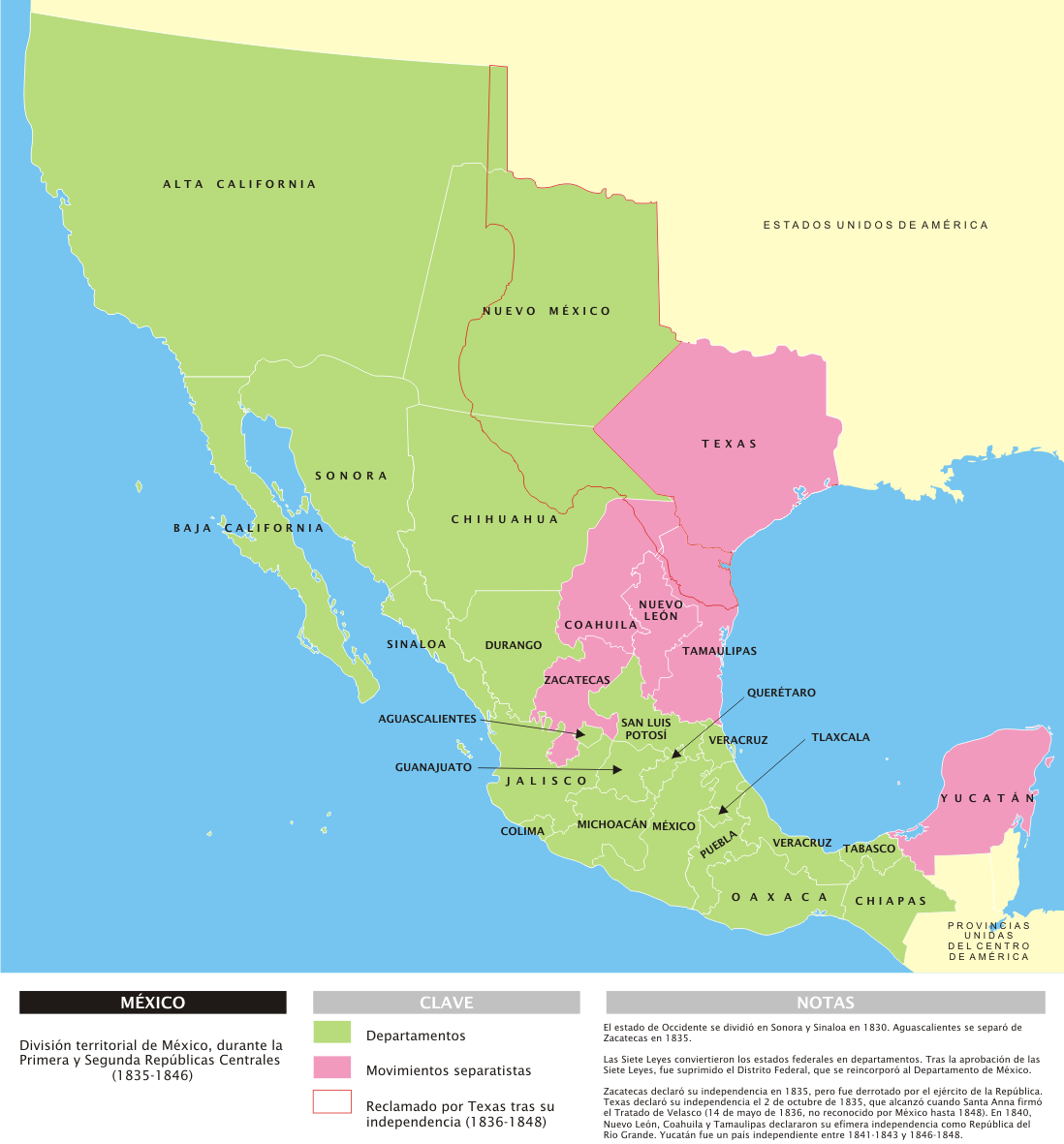
紅色部分是墨西哥有分离运动的州份，其中最北部最大的是德克萨斯州

，其中一層含義就是美國人是“天選之民”必須要擴張領土與勢力，傳播他們的價值觀。美国1803年购买路易斯安那导致西班牙殖民地与美国之间的边界直接接壤，但很多地方并不不明确。美国和西班牙之间的一些边界问题通过1818年的《亚当斯-奥尼斯条约》得到解决。美国谈判代表约翰·昆西·亚当斯希望明确拥有东部佛罗里达州和美国在北纬42度线以上提出主权要求，而西班牙试图限制美国向现在的美国西南部扩张。从1825年开始，美国试图从墨西哥购买领土，以解决其中的一些问题。美国总统安德鲁杰克逊持续努力获得墨西哥北部领土，但没有成功。
美墨戰爭的爆發直接原因是墨西哥與德克薩斯共和國之間未解決的邊境問題以及美國的擴張主義。1836年德克薩斯革命後新建立的德克薩斯共和國與墨西哥之間的邊境有爭議。墨西哥不承認德克薩斯的獨立，宣佈要將德克薩斯重新併入其領土，並警告假如美國介入的話兩國之間將爆發戰爭。德克薩斯維持其獨立立場，並強調格蘭德河是其邊境。英國試圖調停這場爭議但沒有成功，因為墨西哥不肯承認德克薩斯。1845年美國宣佈假如德克薩斯共和國願意加入美國的話，美國將承認格蘭德河為其邊境。同年德克薩斯加入美國成為美國的第28個州。
美國總統詹姆斯·諾克斯·波爾克認為：若美墨爆發戰爭，墨西哥無法防禦新墨西哥、上加利福尼亞2個遙遠北部省份，而這正好符合美國民主黨的擴張美國疆域的昭昭天命。與此相反的美國輝格黨強烈反對美國的疆域擴張和強烈反對對墨西哥作戰。
历史学家彼得瓜迪诺指出，在战争中“美国的最大优势是它的繁荣。”随着大西洋彼岸的工业革命增加了纺织工厂对棉花的需求，有价值商品的外部市场很大由南部各州被奴役的非洲裔美国劳工生产。这种需求帮助推动了向墨西哥北部的扩张。美国虽然有政治冲突，但主要是在宪法的框架内，到1846年没有发生革命或叛乱，而是局部的政治冲突。美国的北方人寻求在不扩大国家领土的情况下开发国家现有资源并扩大工业部门。现有的部门利益平衡将被奴隶制扩展到新的领土所破坏。波尔克总统所属的民主党尤其强烈支持扩张。

### 墨西哥北部的分裂倾向
无论是殖民地墨西哥还是新主权的墨西哥国家都没有有效控制墨西哥的遥远的北部和西部。墨西哥于1821年从西班牙获得独立后，其军事和外交能力下降，并使该国北部的一半地区容易受到科曼奇人、阿帕奇人和纳瓦霍印第安人的攻击。尤其是科曼奇人，利用墨西哥国家的弱点，向该国数百英里的范围内进行大规模突袭，以获取牲畜供自己使用，并供应得克萨斯州和美国不断扩大的市场。
墨西哥北部地区因其气候和地形而人烟稀少。它主要是沙漠，降雨量很少，因此在前西班牙或殖民时期，定居农业从未在那里发展过。在殖民时代（1521-1821），它在政治上没有得到很好的控制。墨西哥独立后，内部斗争有时甚至接近内战，北部边境的局势并不是墨西哥中部政府的优先考虑事项。在墨西哥北部，西班牙统治结束的标志是停止为要塞提供资金，并停止向美洲原住民提供维持和平的礼物。科曼奇人和阿帕奇人成功地掠夺了牲畜，并掠夺了分散城市以外的墨西哥北部大部分地区。1821年之后的袭击导致许多墨西哥人死亡，大部分交通和通讯中断，并摧毁了作为北方经济支柱的牧场业。结果，墨西哥北部士气低落的平民几乎没有抵抗入侵的美军。
来自美洲原住民的距离和敌对活动也使墨西哥中心地带与上加利福尼亚州和新墨西哥州等省份之间的交流和贸易变得困难。结果，战争爆发时，新墨西哥州依赖圣达菲小道与美国的陆路贸易。
墨西哥政府在其光辉省定居美国公民的政策旨在将控制权扩大到科曼奇人的土地，即科曼切里亚。但是，人们没有定居在该省危险的中西部地区，而是定居在东德克萨斯州，那里拥有与美国南部蓄奴州相邻的肥沃农田。随着移民从美国涌入，墨西哥政府在1829年废除了奴隶制，不鼓励进一步定居。

### 加利福尼亚的地位问题
在西班牙殖民时代，加利福尼亚（即下加利福尼亚半岛和上加利福尼亚州）人烟稀少。墨西哥独立后，它关闭了特派团并减少了其军事存在。1842年，美国驻墨西哥部长小瓦迪·汤普森建议墨西哥可能愿意将上加利福尼亚割让给美国以清偿债务，他说：“至于得克萨斯，我认为与加利福尼亚相比，它的价值微乎其微，世界上最富有、最美丽、最健康的国家……随着上加利福尼亚州的获得，我们应该在太平洋地区拥有同样的优势……法国和英国都将目光投向了它。」
美国总统约翰泰勒的政府提出了一项三方协议来解决俄勒冈边界争端，并规定从墨西哥割让旧金山港。阿伯丁勋爵拒绝参加，但表示英国不反对美国在那里取得领土。1841年，英国驻墨西哥公使理查德·帕肯纳写信给帕默斯顿勋爵，敦促“在宏伟的上加利福尼亚州领土上建立英国人”，并说“世界上没有哪个地方能为建立英国殖民地提供更大的自然优势......无论如何都值得......加利福尼亚一旦不再属于墨西哥，就不应落入除英国以外的任何国家的手中......有理由相信，美国大胆而冒险的投机者已经已经把他们的想法转向了这个方向。”然而，当这封信到达伦敦时，罗伯特·皮尔爵士的保守党政府以其小英格兰政策上台并拒绝了该提议，认为该提议代价高昂且可能引发冲突。
阿尔塔加州最后一任州长皮奥皮科主张加州从墨西哥获得独立，成为英国的保护国。

### 得克萨斯独立和并入美国
1800年，西班牙的殖民省得克萨斯州几乎没有居民，只有大约7,000名非本地定居者。西班牙王室制定了殖民政策，以更有效地控制领土。独立后，墨西哥政府实施政策，将得克萨斯州的大片土地授予密苏里州银行家摩西·奥斯汀。奥斯汀在实现他为这片土地招募美国定居者的计划之前就去世了，但他的儿子斯蒂芬·奥斯汀将300多个美国家庭带到了德克萨斯州。这开始了从美国移民到德克萨斯州边境的稳定趋势。奥斯汀的殖民地是墨西哥政府授权的几个殖民地中最成功的一个。
1829年，由于美国移民的大量涌入，得克萨斯州非西班牙裔的人数超过了以西班牙语为母语的人数。墨西哥独立英雄比森特·格雷罗总统采取行动，以进一步控制德克萨斯州及其从美国南部涌入的非西班牙裔殖民者，并通过废除墨西哥的奴隶制来阻止进一步的移民。墨西哥政府还决定恢复财产税，并提高对运往美国的货物的关税。该地区的定居者和许多墨西哥商人拒绝了这些要求，这导致墨西哥关闭得克萨斯州以允许更多的移民从美国继续非法进入得克萨斯州。
1834年，墨西哥保守派掌握了政治主动权，安东尼奥·洛佩斯·德·圣安娜将军成为墨西哥的中央集权总统。保守派主导的国会放弃了联邦制，取而代之的是一个单一的中央政府，取消了各州的权力。将政治留给墨西哥城的人，圣安娜将军率领墨西哥军队推翻了得克萨斯州的半独立状态。他在科阿韦拉做到了这一点（1824年，墨西哥将德克萨斯和科阿韦拉合并为庞大的科阿韦拉和特哈斯州）。奥斯汀号召得克萨斯人武装起来，他们于1836年宣布从墨西哥独立。圣安娜在阿拉莫战役中击败德克萨斯人后，他被山姆休斯顿将军指挥的得克萨斯军队击败，并在圣哈辛托战役中被俘。作为交换，圣安娜与得克萨斯州总统大卫·伯内特签署了结束战争并承认得克萨斯独立的条约。该条约没有得到墨西哥国会的批准，因为它是由一名俘虏在胁迫下签署的。尽管墨西哥拒绝承认得克萨斯独立，但得克萨斯巩固了其作为独立共和国的地位，并得到了英国、法国和美国的正式承认，它们都建议墨西哥不要试图重新征服这个新国家。大多数得克萨斯人想加入合众国，但吞并得克萨斯在美国国会引起争议，辉格党和废奴主义者在很大程度上遭到反对。1845年，得克萨斯同意美国国会提出的兼并提议并于1845年12月29日成为第28个州，直接引发了美国和墨西哥的冲突。

## 前奏

### 努埃西斯河领土争议

美国、墨西哥以及得克萨斯的领土争议

根据德克萨斯人在圣哈辛托战役后俘获圣安娜将军后签订的贝拉斯科条约，德克萨斯州的南部边界被划为“北里奥格兰德”。德克萨斯人声称这将南部边界置于现代的格兰德河。墨西哥政府基于两个理由对这一安排提出异议：首先，它拒绝德克萨斯独立的想法；其次，它声称条约中的格兰德河实际上是努埃西斯河，因为现在的格兰德河在墨西哥一直被称为“Rio Bravo”。然而，后者的说法掩盖了墨西哥河流的全名：“Rio Bravo del Norte”。1841年不幸的德克萨斯圣达菲探险队试图实现对格兰德河以东新墨西哥领土的要求，但其成员被墨西哥军队俘虏并监禁。在吞并条约在参议院失败后，美国国会的吞并决议中省略了对德克萨斯州格兰德河边界的提及，以帮助确保通过。波尔克总统声称格兰德河边界，当墨西哥派兵越过格兰德河时，这引发了一场争端。

### 波尔克总统的方案
1845年7月，波尔克派扎卡里·泰勒将军前往德克萨斯州，到10月，泰勒在纽埃西斯河指挥3,500名美国人，准备用武力夺取有争议的土地。波尔克想要保护边界，也觊觎美国与太平洋之间的大陆。与此同时，波尔克写信给美国驻墨西哥领地阿尔塔加利福尼亚州的领事，否认美国在加利福尼亚州的野心，但提出支持从墨西哥独立或自愿加入美国，并警告美国将反对欧洲的任何企图接管。
为了结束与英国在俄勒冈地区的另一场战争恐慌，波尔克签署了划分领土的俄勒冈条约，激怒了北方民主党人，他们认为他将南方扩张置于北方扩张之上。
1845–46年冬天，联邦委托的探险家約翰·C·弗里蒙特和一群武装人员出现在阿尔塔加利福尼亚州。在告诉墨西哥州长和美国领事拉金他只是在前往俄勒冈州的途中购买物资后，他转而前往加利福尼亚州的人口稠密地区并访问了圣克鲁斯和萨利纳斯山谷，并解释说他一直在为他的家人寻找海边的家。墨西哥当局惊慌失措，命令他离开。作为回应，弗里蒙特在加维兰峰上建造了一座堡垒并升起了美国国旗。拉金传话称弗雷蒙的行为适得其反。弗雷蒙特于3月离开加利福尼亚，但在索诺玛熊旗起义爆发后返回加利福尼亚并控制了加利福尼亚营。
1845年11月，波尔克派遣秘密代表约翰·斯莱德尔前往墨西哥城，向墨西哥政府提出2500万美元的报价，用于德克萨斯州的里奥格兰德边界和墨西哥的上加利福尼亚省和新墨西哥州圣达菲省。美国扩张主义者希望加利福尼亚能阻止英国在该地区的任何利益，并在太平洋上获得一个港口。波尔克授权斯莱德尔免除欠美国公民因墨西哥独立战争造成的损失的300万美元，并为这两个领土再支付25至3000万美元。

### 墨西哥的反应
墨西哥既没有意愿也没有能力进行谈判。仅在1846年，总统职位就易手四次，陆军部易手六次，财政部易手十六次，尽管如此，墨西哥舆论和所有政治派别都同意将领土卖给美国会玷污国家荣誉。反对与美国发生直接冲突的墨西哥人，包括总统何塞华金德埃雷拉，被视为叛徒。在民粹主义报纸的支持下，德埃雷拉的军事反对者认为斯莱德尔出现在墨西哥城是一种侮辱。当德埃雷拉考虑接收斯莱德尔以和平解决德克萨斯吞并问题时，他被指控犯有叛国罪并被免职。

## 准备

### 墨西哥

#### 墨西哥军队
墨西哥军队是一支虚弱而分裂的部队。在组成墨西哥联邦的19个州中，只有7个州派出了士兵、武器和金钱用于战争。圣安娜说：“军队的领导人竭尽全力训练那些志愿服务的粗野士兵，但他们却无能为力地激发他们对他们有幸为之服务的光荣国家的爱国主义。”据墨西哥主要领导人说保守派政治家卢卡斯·阿拉曼指出，“花在武装墨西哥军队上的钱只能让他们互相争斗，并‘给人一种错觉’，即该国拥有一支军队进行防御。”然而一名军官批评圣安娜训练部队，“骑兵只练成团，炮兵几乎不机动，从不开空炮，指挥官从不亲临机动场，无法体会各兵种的优劣。在他的指挥下……如果主要指挥官举行任何会议来讨论战役的运作，则不知道，也不知道是否已经形成任何战役计划。”
战争开始时，墨西哥军队分为常驻部队(permanentes)和现役民兵(activos)。常驻部队包括12个步兵团（每个团两个营）、三个炮兵旅、八个骑兵团、一个单独的中队和一个龙骑兵旅。民兵共计九个步兵团和六个骑兵团。在北部地区，总统连队(presidiales)保护分散的定居点。自从墨西哥在本国领土上打仗以来，传统的军队支持系统是女性，被称为soldaderas。他们没有参加战场上的常规战斗，但一些士兵与士兵并肩作战。这些妇女参与了保卫墨西哥城和蒙特雷的战斗。
墨西哥军队使用的是拿破仑战争遗留下来的多余英国火枪（例如布朗贝斯火枪）。虽然在战争开始时大多数美国士兵仍然配备非常相似的斯普林菲尔德1816燧发枪，但随着冲突的进行，更可靠的caplock型号在普通士兵中获得了广泛的应用。一些美国军队携带了更现代化的武器，这使他们比墨西哥同行具有显着优势，例如密西西比步枪队的斯普林菲尔德1841步枪和德克萨斯游骑兵队的柯尔特帕特森左轮手枪。在战争的后期阶段，美国步枪配备了柯尔特沃克左轮手枪，美国陆军在1846年订购了1,000把。最重要的是，在整个战争期间，美国火炮的优势经常占据上风。虽然技术上墨西哥和美国的炮兵在同一個水平上作战，但美国军队的训练，以及他们后勤的质量和可靠性，给了美国枪支和大炮的显着优势。

#### 政治势态

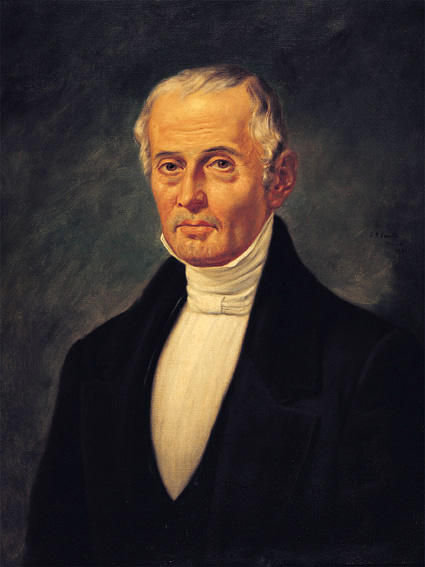
担任圣安娜副总统并于1833年实施自由主义改革的自由主义者瓦伦丁·戈麦斯·法里亚斯是美墨战争时期的重要政治人物

墨西哥存在严重的政治分歧，严重阻碍了战争的努力。在墨西哥境内，保守的中央集权主义者和自由的联邦主义者争夺权力，有时墨西哥军队中的这两个派别相互交战，而不是与入侵的美国军队交战。圣安娜痛苦地评论道：“无论承认这一点多么可耻，我们通过无休止的内斗给自己带来了这场可耻的悲剧。”
在冲突期间，总统的任期为数月，有时仅数周，甚至数天。就在战争爆发之前，自由派将军何塞华金德埃雷拉担任总统（1844年12月-1845年12月），只要他不表现出向美国屈服，他就愿意参与谈判，但他被许多墨西哥人指责派出卖他的国家(vendepatria)以考虑它。他被保守党马里亚诺·帕雷德斯（1845年12月-1846年7月）推翻，帕雷德斯离开总统职位以抗击入侵的美军，由副总统尼古拉斯·布拉沃（1846年7月28日-1846年8月4日）接任。保守的布拉沃被联邦主义自由派推翻，他们重新制定了1824年的联邦宪法。何塞·马里亚诺·萨拉斯（1846年8月6日－1846年12月23日）担任总统，并在恢复的联邦制下举行了选举。安东尼奥·洛佩斯·德·圣安娜将军赢得了这些选举，但按照他的做法，他将政府交给了他的副总统，他也是自由派瓦伦丁·戈麦斯·法里亚斯（1846年12月23日-1847年3月21日）。1847年2月，保守派反对自由派政府企图夺取教会财产以资助战争。在Polkos的起义中，天主教会和保守派雇佣士兵起来反对自由派政府。圣安娜不得不离开他的竞选活动返回首都解决政治混乱。
从1847年3月21日到1847年4月2日，圣安娜再次短暂担任总统职位。他的部队被剥夺了继续战斗的支持。保守派要求罢免戈麦斯·法里亚斯，这是通过废除副总统职位来实现的。圣安娜重返战场，由Template:Le"佩德罗·玛丽亚·德·阿纳亚（1847年4月2日至1847年5月20日）取代总统职位。圣安娜于1847年5月20日返回总统职位，当时安纳亚离开去抗击入侵，任职至1847年9月15日。圣安娜更喜欢战场而不是行政，再次卸任，将办公室留给曼努埃尔·德拉佩尼亚和佩尼亚(1847年9月16日–1847年11月13日）。
由于美国军队占领了墨西哥首都和大部分腹地，谈判和平条约是一件迫在眉睫的事情，佩尼亚和佩纳为此离任。佩德罗·玛丽亚·安纳亚于1847年11月13日至1848年1月8日重返总统职位。安纳亚拒绝签署任何将土地割让给美国的条约，尽管美国占领了首都。佩尼亚和佩纳于1848年1月8日至1848年6月3日重新担任总统，在此期间签署了瓜达卢佩伊达尔戈条约，以此结束了战争。

### 美国

#### 美国军队
作为1844年竞选活动的一部分，波尔克曾承诺在俄勒冈州和得克萨斯州寻求扩大领土，但正规军的规模不足以维持两条战线的长期冲突。与英国的俄勒冈争端通过条约和平解决，允许美国军队集中在南部边界。
这场战争是由来自联盟不同州的正规军团和各种团、营和志愿者连队以及加利福尼亚和新墨西哥州的美国人和一些墨西哥人进行的。在西海岸，美国海军部署了一个水手营，试图夺回洛杉矶。尽管美国陆军和海军在战争爆发时规模不大，但军官普遍训练有素，士兵人数与墨西哥相比也相当多。战争初期，美国陆军有8个步兵团（每个团3个营）、4个炮兵团和3个骑兵团（2个龙骑兵，1个骑兵步枪）。这些团由1847年2月11日国会通过法案征募的10个新团（9个步兵团和1个骑兵团）补充，服役一年。这支战斗部队的很大一部分由新移民组成。根据泰勒·约翰逊（Tyler V. Johnson）的说法，外国出生的男性占泰勒将军总兵力的47%。除了一大群爱尔兰和德国出生的士兵外，几乎所有欧洲国家和公国都有代表参加。据估计，美国陆军还包括来自英属北美的1,500名男子，其中包括法裔加拿大人。
尽管波尔克希望避免在得克萨斯州发生旷日持久的战争，但长期的冲突耗尽了正规军资源，需要招募短期入伍的志愿者。一些入伍是一年，但其他人是3或6个月。最优秀的志愿者在1846年夏天报名参加了为期一年的服役，他们的征兵期正好在温菲尔德斯科特将军的竞选活动准备占领墨西哥城时到期。许多人没有重新入伍，他们决定宁愿返回家园，也不愿在战场上或游击战中遭受疾病、死亡或受伤的威胁。他们的爱国主义在美国受到一些人的质疑，但他们并没有被算作逃兵。志愿者的纪律远不如正规军，许多人对平民发动袭击，有时是出于反天主教和反墨西哥的种族偏见。士兵的回忆录描述了抢劫和谋杀墨西哥平民的案件，其中大部分是志愿者所为。一名军官的日记记载：“我们大约在下午5点到达布里塔，那里有许多路易斯安那州的志愿者，一群无法无天的醉汉。他们赶走了居民，占领了他们的房屋，并互相效仿，把自己变成了野兽。“约翰·奥沙利文是天定命运的坚定支持者，后来回忆说：“常客们认为志愿者很重要，也很轻蔑……[志愿者]抢走了墨西哥人的牛和玉米，偷走了他们的栅栏作为柴火，喝醉了，在街上杀死了镇上几个无害的居民。”许多志愿者是不受欢迎的，被认为是可怜的士兵。“就像盖恩斯的军队”一词指的是一些无用的东西，这句话起源于一群未经训练和不愿意的路易斯安那州军队在战争开始时被泰勒将军拒绝并遣返。

## 宣戰
對墨西哥來說，德克薩斯加入美國首先是美國介入墨西哥內政，因為美國以此來支持一個反叛的省份，其次美國非法地佔據了既非德克薩斯又非美國的領土。墨西哥多年以來一直在以戰爭威脅。英國始終試圖防止墨西哥向比它強大的美國宣戰，但是1844年英國本身也與美國有一些嚴重的爭執。
兩國之間爆發了一些小衝突後波爾克下令扎卡裡·泰勒帶兵進入德克薩斯。泰勒渡過努埃塞斯河，不顧墨西哥向他提出的撤軍要求，一直進軍到格蘭德河畔並開始在那裡建築布朗堡。
1846年4月24日戰爭正式爆發。墨西哥騎兵進攻並俘虜了一支美國在格蘭德河附近的部隊。衝突爆發後波爾克要求宣戰，他宣稱墨西哥「入侵了我們的邊界，在美國領土上撒了美國人的血」，以此來鼓動美國的民情。5月13日美國國會向墨西哥宣戰。美國北部和辉格黨基本上反對這場戰爭，而南部和民主黨則贊成這場戰爭。5月23日墨西哥向美國宣戰。
即使在美國宣戰後許多輝格黨人依然不相信波爾克所說的「在美國領土上撒了美國人的血」。他們相信美國軍隊渡過了格蘭德河進行蓄意挑衅。當時剛剛被選入美國眾議院的輝格黨新手亞伯拉罕·林肯引入了一系列決議要求波爾克給出美國人的血撒到的具體地點。但由於美國士兵被殺，因此這些反對沒有受到多少注意。

## 侵入墨西哥腹地

### 維拉克魯茲战役
宣戰後美國從多個戰線入侵墨西哥領土。在太平洋美國海軍派約翰·斯洛特（JohnD.Sloat）佔領加利福尼亞並將它歸入美國領土，因為美國怕英國會試圖佔領該地區。斯洛特獲得加利福尼亞北部盎格魯殖民者的支持，這些殖民者此前就宣稱建立了一個獨立的加利福尼亞共和國，在他們的支持下，斯洛特佔據了一些重要城市。同時斯蒂芬·瓦特·科爾尼帶領的美軍攻佔了聖菲，然後向加利福尼亞進軍，在一些小挫折後他與羅伯特·斯朵克頓的海軍增援聯合佔據了和洛杉磯。但此後科爾尼與斯朵克頓之間爆發了對加利福尼亞管理的衝突，原因是華盛頓發表的命令在這一點上不明確。斯朵克頓任命约翰·弗萊蒙為加利福尼亞總督，而科爾尼則稱自己為總督。最後科爾尼佔了上手，弗萊蒙被拘捕和處罰。
泰勒領導的主力軍跨過格蘭德河，1846年9月在蒙特雷戰役中獲勝。墨西哥總統安東尼奧·洛佩斯·德·桑塔·安納親自帶兵北上，但是於1847年2月22日戰敗。同時波爾克派遣了另一支美軍，在溫福德·斯哥特的帶領下，從韋拉克魯斯登岸並開始入侵墨西哥中心地區。斯哥特攻克韋拉克魯斯並進軍墨西哥城，最後攻佔墨西哥首都。
波尔克总统没有加强泰勒的军队以继续推进，而是派遣了温菲尔德斯科特将军指挥的第二支军队。 波尔克决定结束战争的方法是从沿海入侵墨西哥腹地。 斯科特将军的军队被海运到韦拉克鲁斯港，开始入侵墨西哥首都墨西哥城。1847年3月9日，斯科特进行了美国历史上第一次大型两栖登陆，为围攻做准备。一群12,000名志愿军和正规军士兵使用专门设计的登陆艇在城墙附近成功地卸载了物资、武器和马匹。 入侵部队中包括几位未来的将军：罗伯特·E·李、乔治·米德、尤利西斯·S·格兰特、詹姆斯·朗斯特里特和托马斯·“石墙”·杰克逊。
墨西哥将军胡安·莫拉莱斯率领3,400人保卫韦拉克鲁斯。准将马修·C·佩里指挥下的迫击炮和舰炮被用来拆除城墙和骚扰防御者。1847年3月24日的轰炸在韦拉克鲁斯的城墙上打开了一个30英尺的缺口。城内的守军用自己的大炮还击，但延长的炮火击溃了墨西哥人的意志，墨西哥人面对数量上的优势部队，他们在被围困12天后投降了这座城市。美军有80人伤亡，而墨西哥人有大约180人伤亡，数百名平民丧生。在围城期间，美军士兵开始染上黄热病。

### 侵入普埃布拉
圣安娜允许斯科特的军队向内陆进军，指望在圣安娜选择与敌人交战的地点之前，黄热病和其他热带疾病会造成大量伤亡。墨西哥以前曾使用过这种策略，包括1829年西班牙试图重新征服墨西哥时。疾病可能是战争的决定性因素。圣安娜来自韦拉克鲁斯，所以他在他的家乡领土上，了解地形，并且拥有盟友网络。他可以利用当地资源来养活饥饿的军队，并获得有关敌人动向的情报。根据他在北方开阔地形上的战斗经验，圣安娜试图否定美国陆军的主要优势，即大炮的使用。
圣安娜选择塞罗戈多作为与美军交战的地点，计算地形将为墨西哥军队提供最大的优势。斯科特于1847年4月2日向西进军，带着8,500名最初健康的军队向墨西哥城进军，而圣安娜则在主干道周围的峡谷中建立防御阵地，并准备工事。 圣安娜驻扎在美国陆军认为有12,000人的军队中，但实际上大约有9,000人。他在他希望斯科特出现的路上训练了大炮。然而，斯科特率先派出2,600名龙骑兵，他们于4月12日到达山口。墨西哥炮兵过早地向他们开火，因此暴露了他们的位置，开始了小规模冲突。
斯科特的部队没有走主干道，而是穿越崎岖的地形向北跋涉，在高地上架起大炮，悄悄地从侧翼夹击墨西哥人。 虽然那时已经知道美军的位置，但圣安娜和他的部队对随后的猛攻毫无准备。在4月18日的战斗中，墨西哥军队被击溃。 美军伤亡400人，而墨西哥人伤亡1000多人，俘虏3000人。 1847年8月，斯科特第3步兵团的柯比史密斯上尉回顾了墨西哥军队的抵抗：
他们无能为力，他们不断的失败应该使他们相信这一点。他们输掉了六场大战；我们缴获了六百零八门大炮，将近十万个兵营，俘虏了两万名俘虏，占领了他们国家的绝大部分，并且正在快速向他们的首都进军，而他们的首都肯定是我们的，——但他们拒绝对待。
美国陆军曾预计墨西哥军队会迅速崩溃。然而圣安娜决心战斗到底，墨西哥士兵在战斗结束后继续重新集结以再次战斗。

### 攻陷墨西哥城
由于游击队骚扰他返回韦拉克鲁斯的交通线，斯科特决定不削弱他的军队来保卫普埃布拉，而是在普埃布拉只留下一个驻军以保护那里正在康复的伤病员，并于8月7日带着剩余的部队向墨西哥城推进。首都在围绕城市防御右翼的一系列战斗中被打开，孔特雷拉斯战役和丘鲁布斯科战役。 Churubusco 之后，战斗因停战与和平谈判而停止，谈判于1847年9月6日破裂。随着随后的莫利诺德尔雷 (Molino del Rey) 和查普尔特佩克 (Chapultepec) 战役以及城门攻城战，首都被占领。 斯科特成为被占领的墨西哥城的军事总督。他在这次竞选中的胜利使他成为美国的民族英雄。
1847年9月的查普尔特佩克战役是围攻殖民时代墨西哥城一座小山上的查普尔特佩克城堡的战役。此时，这座城堡是京城赫赫有名的军校。这场以美国胜利告终的战斗结束后，诞生了“洛斯尼诺斯英雄”的传奇。尽管未经历史学家证实，6名年龄在13至17岁之间的军校学员没有撤离，而是留在了学校。他们决定留下来为墨西哥而战。这些男孩英雄（Niños Héroes）成为墨西哥爱国万神殿中的偶像。一些军校学员没有向美军投降，而是从城墙上跳了下来。 一位名叫胡安·埃斯库蒂亚的学员用墨西哥国旗包裹自己跳楼身亡。

### 圣安娜的最后反击
1847年9月下旬，圣安娜最后一次尝试通过切断他们与海岸的联系来击败美国军队。华金雷亚将军开始围攻普埃布拉，很快圣安娜也加入了。斯科特在普埃布拉留下了大约2,400名士兵，其中大约400人身体健康。墨西哥城沦陷后，圣安娜希望召集普埃布拉的平民反对被围困和遭受游击队袭击的美国士兵。在墨西哥军队消灭普埃布拉的美国人之前，更多的军队在准将约瑟夫莱恩的指挥下登陆韦拉克鲁斯。在普埃布拉，他们洗劫了该镇。圣安娜无法为他的部队提供食物，他们实际上解散为一支战斗部队以觅食。继10月9日莱恩在华曼特拉战役中击败圣安娜之后，普埃布拉于10月12日被解除。这场战斗是圣安娜的最后一次战斗。战败后，由曼努埃尔·德拉佩尼亚和佩尼亚领导的墨西哥新政府要求圣安娜将军队的指挥权移交给何塞·华金·德埃雷拉将军

### 占领墨西哥城
夺取首都后，墨西哥政府迁往临时首都克雷塔罗。 在墨西哥城，美军成为占领军并受到城市居民的秘密袭击。 传统战争让位于墨西哥人保卫家园的游击战。 他们给美国陆军造成了重大伤亡，尤其是那些行动迟缓的士兵。
斯科特将军派出了大约四分之一的兵力，以确保他与韦拉克鲁斯的通信线路免受雷亚将军和其他自 5 月以来进行秘密袭击的墨西哥游击队的打击。 墨西哥游击队经常折磨和肢解美军的尸体，作为报复和警告。 美国人认为这些行为不是墨西哥人捍卫他们的祖国，而是墨西哥人作为低等种族的残暴行为的证据。就美国士兵而言，他们对袭击事件报复了墨西哥人，无论他们是否被怀疑有游击行为。
斯科特认为游击队的袭击违反了“战争法”，并威胁到似乎庇护游击队的民众的财产。被俘的游击队员将被枪决，包括无助的囚犯，理由是墨西哥人也会这样做。 历史学家彼得瓜迪诺认为，美国陆军司令部参与了对墨西哥平民的袭击。通过焚烧整个村庄、抢劫和强奸妇女来威胁平民的家园、财产和家庭，美国军队将游击队与他们的基地分开。“游击队让美国人付出了沉重的代价，但间接地让墨西哥平民付出了更多代价。”
斯科特加强了普埃布拉的驻军，到11月在哈拉帕增加了1,200人的驻军，在韦拉克鲁斯港和首都之间的主要路线上，在墨西哥城和普埃布拉之间的通行证 Rio Frio 建立了750人的哨所，在 Perote 和 San Juan 在 Jalapa 和 Puebla 之间的公路上，以及在 Jalapa 和 Veracruz 之间的 Puente Nacional。 他还详细介绍了莱恩领导下的一个反游击旅，将战争带到轻型军团和其他游击队。他下令车队至少有1,300人护送。Lane在 Atlixco（1847年10月18日）、Izúcar de Matamoros（1847年11月23日）和 Galaxara Pass（1847年11月24日）对轻型军团的胜利削弱了Rea将军的部队。
后来在 Zacualtipan（1848年2月25日）对 Padre Jarauta 游击队的袭击进一步减少了游击队对美国交通线的袭击。1848年3月6日，两国政府达成休战以等待批准和平条约后，正式的敌对行动停止了。然而，一些乐队继续蔑视墨西哥政府，直到8月美国军队撤离。有些人被墨西哥军队镇压，或者像 Padre Jarauta 一样被处决。

## 停战

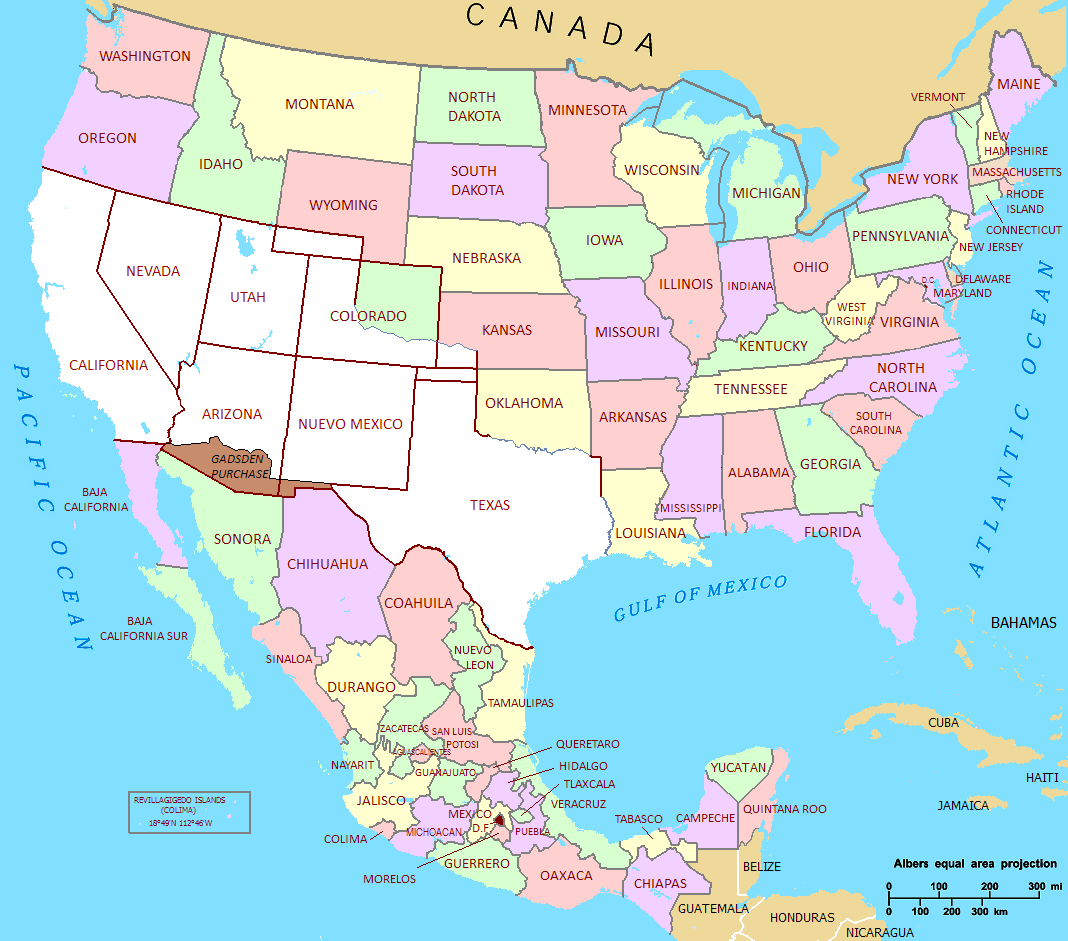
墨西哥在瓜达卢佩-伊达尔戈条约（白色）以及蓋茲登購地（褐色）失去的領土

1847年1月13日美國與墨西哥簽署條約在加利福尼亞停戰。1848年2月2日簽署的瓜達盧佩·伊達爾戈條約最終停戰，美國獲取對加利福尼亞（下加利福尼亞半島仍屬墨西哥）、內華達、猶他的全部地區，科羅拉多、亞利桑那、新墨西哥和懷俄明部分地區，同時美國亦向墨西哥支付1,825萬美元作為補償（相當於2012年中627,482,629美元）。

## 士兵
在整个战争中约1.3万美国士兵死亡，其中约1,700人直接阵亡，其他死于疾病或者战时不卫生的条件。墨西哥的死亡人数不明，估计达2.5万。
战争中有一个主要由爱尔兰移民组成的团聖帕特里克大隊叛变美国投奔墨西哥。有人说他们叛变的原因是因为他们在美军中因其宗教信仰受到其他士兵的侮辱，因此叛变到天主教的墨西哥。这些士兵中的大多数在战争中阵亡，部分人在被俘虏后绞死。有些历史学家说这些人实际上是墨西哥战俘，被迫在墨西哥方作战，其他人则称他们是叛徒。至今为止在墨西哥仍有一些纪念他们的纪念碑。
据美国退伍军人事务部数据最后一名参战的美国士兵于1929年9月3日高龄98岁逝世。

## 政治意义
墨西哥在戰後失去了大半江山，並在此后始终留有对美国的仇恨。但美墨战争也促使墨西哥国内形成了建国（1821年）以来一直缺乏的民族主义观。
这场战争也导致了新一代的墨西哥政治家的出现，最后他们摆脱了桑塔·安纳对墨西哥的统治并于1857年建立了一个自由共和国。这个自由共和国最早的措施之一就是加速对墨西哥北部空旷地区的殖民，而这个措施的原因就是为了防止未来的领土丧失。
在被美国占据的领土上有数千墨西哥家庭生活。这些家庭有些回到墨西哥，有些留在美国，在两国的和平条约上有对他们的保护。这些家庭的历史大多被记载下来了，他们是最早的墨西哥裔美国人。
1889年美国与墨西哥组成国际边界及水利委员会来解决其它未解决的边境争议。
在美国战争胜利导致了一波爱国浪潮，美国在西部和南部获得了新的领土。泰勒成为战争英雄并于1848年当选为美国总统。
但是这个爱国浪潮并没有持续很久。美国北方州对这场战争持反对态度，南方州持支持态度，意见不和导致没有办法凝聚力量，而这个意见不同的主要原因在于对于奴隶制度的看法的不同以及对于战争和领土扩张对奴隶制度将要带来的影响的期待。当时德克萨斯承认奴隶制，而墨西哥禁止奴隶制。许多北方反奴隶制的人认为这场战争是南方奴隶主试图扩张奴隶制和加强他们对联邦政府的影响。亨利·戴维·梭罗写了《公民不服从》並通过拒绝交税来反對这场帶有侵略性的战争。
反奴隶制人士最关心的是奴隶制进入联邦领域。1820年的《密蘇里妥協》规定北纬36°30'以北的联邦领域中禁止奴隶制，但这个和约没有阐明未来的新的州是否允许奴隶制。假如这些州允许奴隶制的话，那么参议院的权力平衡就会被破坏。因此许多南方人支持战争来扩大他们的势力。当时有人建议将德克萨斯分为多个州（其领土是当时美国所有州中最大的），但是这个计划没有获得支持。
战争首年众议员戴维·韦莫特提出了一个立法草案中提出在任何从墨西哥新占领的领土上禁止奴隶制。这个草案立刻就遭到了南方的反对。对南方来说北方显然要打破参议院的平衡。这个法案在众议院获得通过，但是没有在参议院获得通过。在两院裡投票的结果都显然体现出了南北之间的矛盾之深。
1848年民主党建议每个州的人民自己可以公投决定该州是否允许奴隶制。1854年，堪薩斯-內布拉斯加法案将这个建议立为美国法律。反对奴隶制的人在同年组织了美国共和党。
泰勒虽然以战争英雄的身份于1848年11月赢得总统选举，但他本人却没有任何政治经历，所以根本无法解决这个南北之争。1850年他死后米勒德·菲尔莫尔繼任为总统。菲尔莫尔决定来解决这个问题，最后他提出了《1850年妥协》。但是这个建议引發了更多的争议，辉格党内部分裂，不再是一个国家级的党派。辉格党最后还试图推荐另一位战争英雄斯格特作为总统候选人来克服党内的分歧，但是没有成功。
在斯格特手下服役的尤里西斯·格蘭特后来将美墨战争描写为扩张奴隶制的征服战争，因此是美国南北战争的前奏。10年后的南北战争中的将军之中，很多人都曾参加美墨战争：前述的格蘭特，以及乔治·麥克劳伦、安布罗斯·伯恩塞特、托马斯·杰克逊、乔治·米德、羅伯特·李和后来的美利堅聯盟國总统傑佛遜·戴維斯等。